# مونتسیتو هایتس (لس آنجلس)
مونتسیتو هایتس (به انگلیسی: Montecito Heights) یک منطقهٔ مسکونی در ایالات متحده آمریکا است که در لس آنجلس واقع شده‌است. جمعیت آن در سال ۲۰۰۰ حدود ۱۶۷۶۸ نفر تخمین زده شده‌است.
مرزهای ارتفاعات مونتسیتو تقریباً آزادراه پاسادنا (SR 110) یا آرویو سکو (شهرستان لس آنجلس) در شمال غربی، همچنین خیابان پاسادنا در غرب، خیابان ۳۵ در جنوب، هانتینگتون درایو در جنوب شرقی و جاده مونتری در شرق است. مناطق همسایه عبارتند از مونتری هیلز در شمال شرقی، ال سرنو در جنوب شرقی، ارتفاعات لینکلن در جنوب غربی، کوه واشینگتن در شمال غربی و هایلند پارک در شمال.